# Cephalotes pallidoides
Espèce
Cephalotes pallidoides est une espèce de fourmis arboricoles du genre Cephalotes,.

## Distribution
Cette espèce est endémique de toute la moitié nord de l'Amérique du Sud, du Paraguay au Sud, au Venezuela au Nord, en passant par la côte Atlantique au Brésil et la côte pacifique au Pérou.

## Description

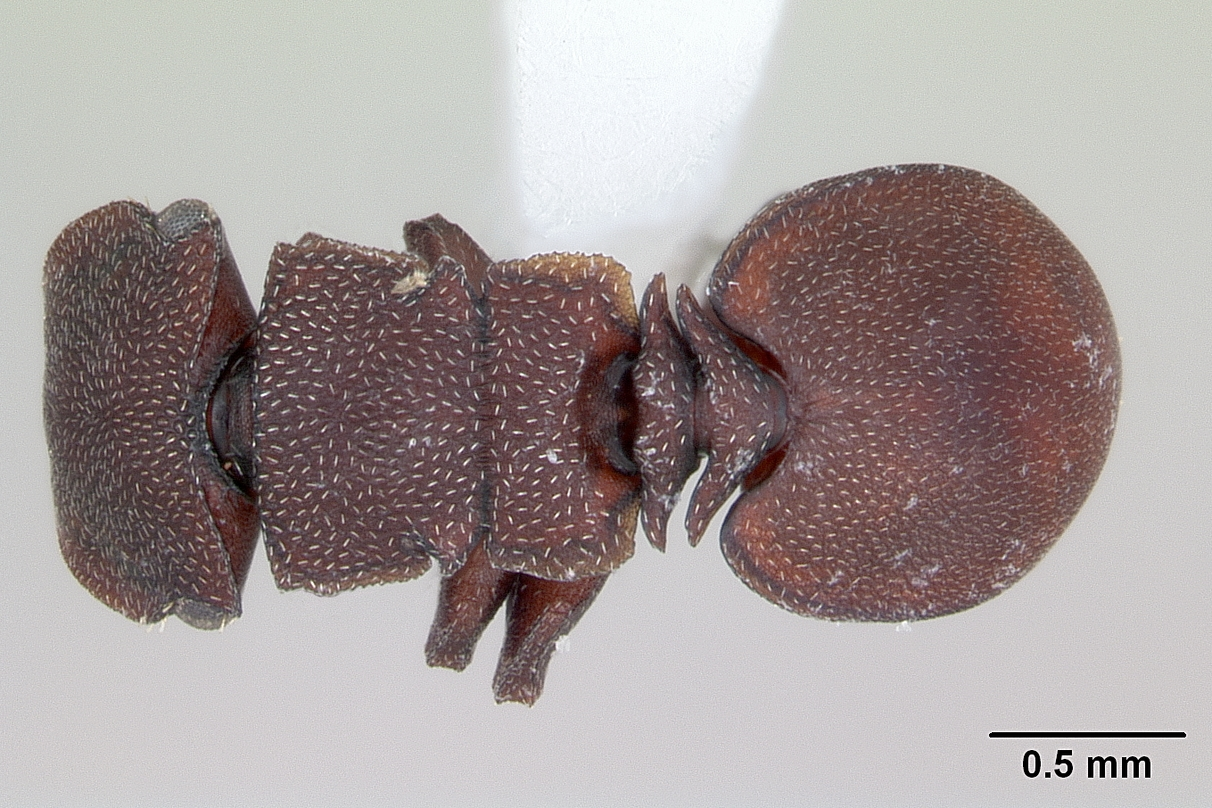
Vue dorsale de C. pallidoides.

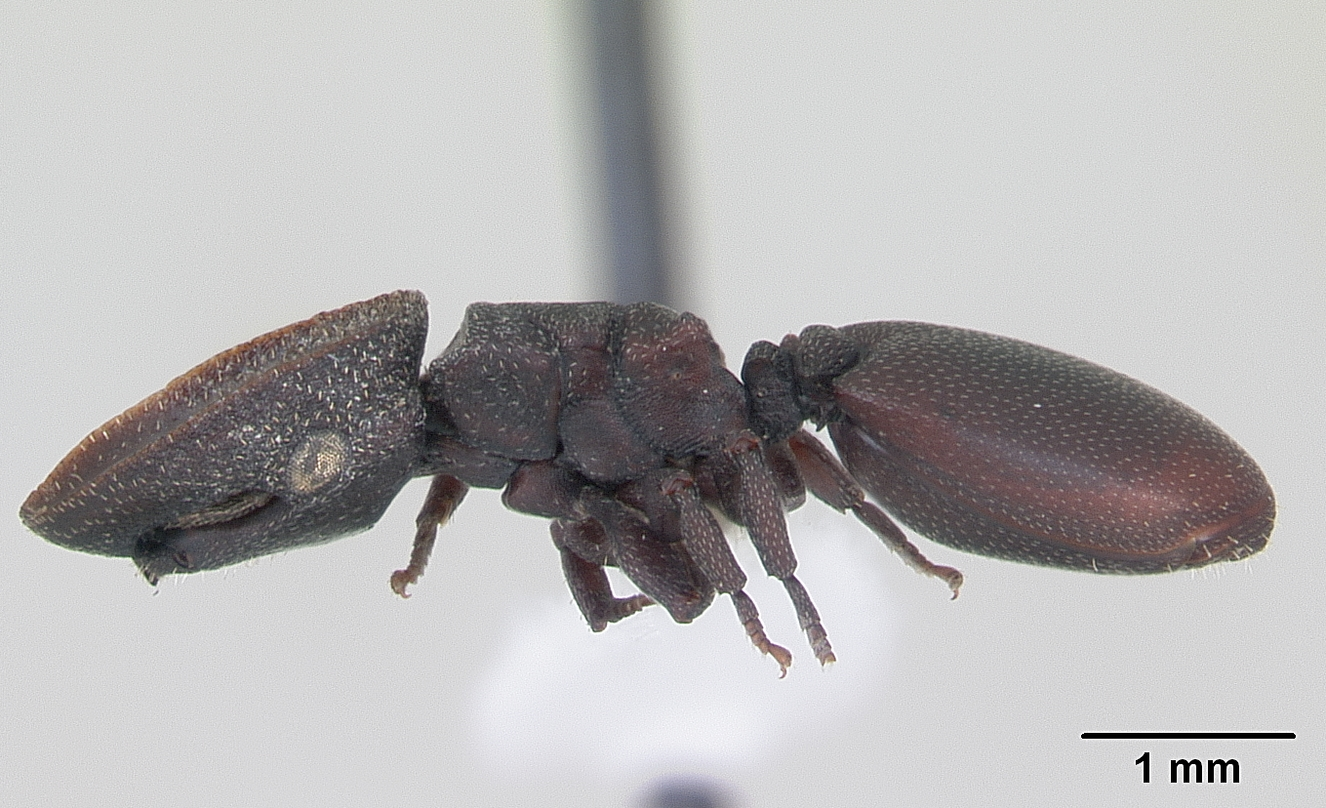
Vue de profil.

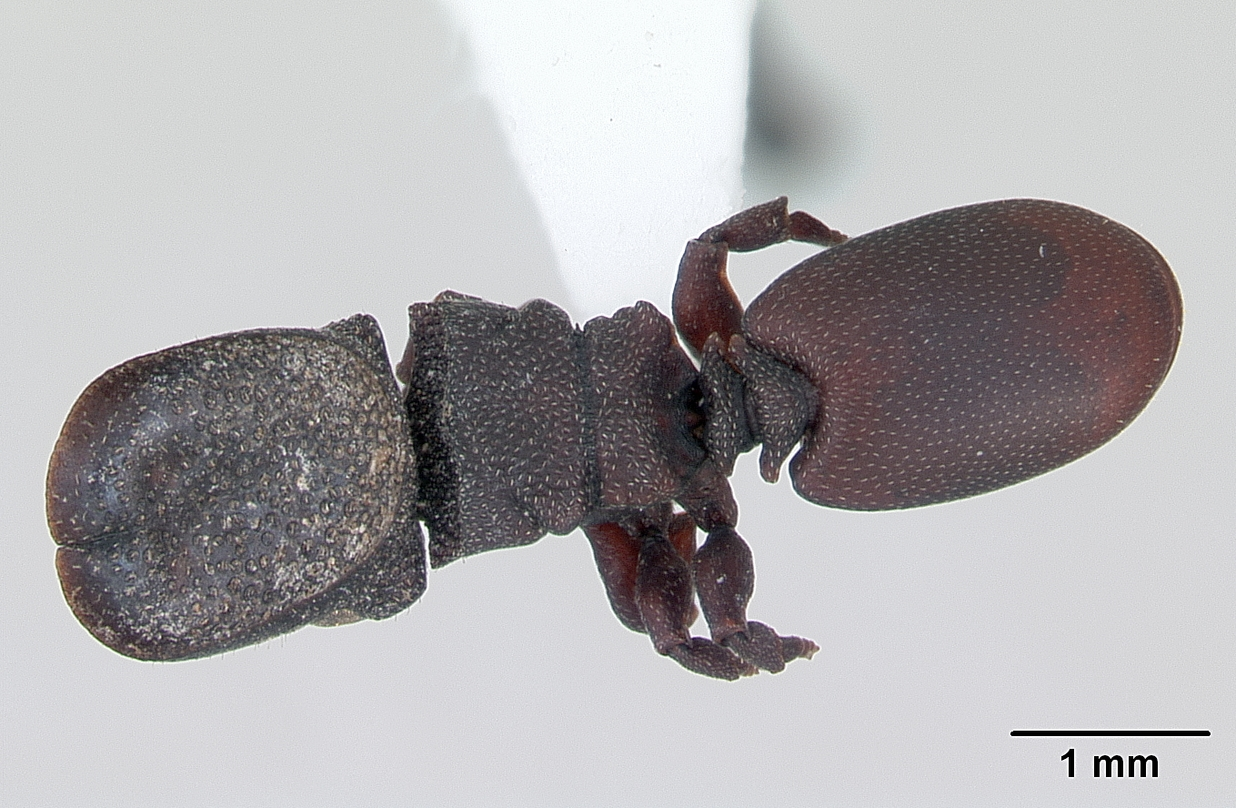
Autre morphologie d'une ouvrière C. pallidoides.

Comme les autres espèces du genre Cephalotes, elles sont caractérisées par l'existence de soldats spécialisés dotés d'une tête surdimensionnée et plate ainsi que des pattes plus plates et plus larges que leurs cousines terrestres.

## Systématique
L'espèce est d'abord faussement identifiée comme Cryptocerus varians par Weber (1938), d'après une première découverte de Smith (1876). Puis nommée Paracryptocerus pallens par Kempf (1958).
En 1999, l'espèce est finalement décrite sous le taxon actuel, Cephalotes pallidoides, par l'entomologiste brésilienne Maria Lourdes de Andrade (d) dans une publication coécrite avec l'entomologiste italien Cesare Baroni Urbani (d).

## Étymologie
Son épithète spécifique, pallidoides, est la combinaison de pallidus et du suffixe -oide, « qui ressemble à », et fait référence à la ressemblance de cette espèce avec Cephalotes pallidus.

## Publication originale
- (en) Maria L. de Andrade et Cesare Baroni Urbani, « Diversity and adaptation in the ant genus Cephalotes, past and present (Hymenoptera, Formicidae) », Stuttgarter Beiträge zur Naturkunde (B), Musée d'histoire naturelle de Stuttgart, vol. 271,‎ 29 janvier 1999, p. 1-889 (ISSN 0341-0153, lire en ligne).